# Sound of Frankfurt
Der Sound of Frankfurt, kurz SoF, bezeichnet verschiedene musikalische Ausprägungen der elektronischen Tanzmusik, die in den 1980er und 1990er Jahren im Raum Frankfurt am Main, im Rhein-Main-Gebiet und anschließend auch international populär waren. Etabliert wurde die Bezeichnung Sound of Frankfurt durch die 1987 auf dem Label ZYX Records veröffentlichte Compilation „The New Sound of Frankfurt“.

## Geschichte

### 1984–1986: Die Anfänge
Zunächst bezog sich die Bezeichnung Sound of Frankfurt auf eine durch Hi-NRG und Italo Disco geprägte musikalische Strömung, die ca. 1984 mit Formationen wie Two of China (Telk Mee), Axodry (You), Moskwa TV (Tekno Talk) und MCL (Communicate), alles Projekte von Ralf Henrich (Ra/Hen) und Andreas Tomalla (Talla 2XLC), im Raum Frankfurt am Main ihren Ausgangspunkt nahm. Moskwa TVs „Tekno Talk“ zählte zu den erfolgreichsten Veröffentlichungen im Jahr 1985. Sie verkaufte sich nachfolgend etwa 30.000-mal. Ein Remix des Titeltracks enterte die US-amerikanischen Billboard Dance Charts und ebnete dem „Sound of Frankfurt“ den Weg für zahlreiche nachkommende Erfolge auf internationaler Ebene.
Der Sound of Frankfurt wurde unter anderem vorangetrieben durch die populäre hr3-Radiosendung Sounds vom Synthesizer des aus Frankfurt am Main stammenden Journalisten und Musikers Rainer Sauer, die von 1983 bis 1986 zu einer Kult-Sendung und zum familiären Fixpunkt der sich noch in den Kinderschuhen befindlichen Rhein-Main-Techno-Szene und des Sound of Frankfurt wurde. Im Sounds vom Synthesizer-Archiv finden sich heute noch Tapes von Protagonisten wie Couleur Trois, Okay!, Michael Münzing und Talla 2XLC.

### 1986–1992: Internationaler Erfolg
1986 folgten Produzenten wie Rainer Streubel, der auf seinem Label Clockwork die Projekte Beat-A-Max (Liaison II) und C.C.C.P. (American-Soviets) zum internationalen Erfolg führte. Fast zeitgleich startete das Produzenten-Team Michael Münzing und Luca Anzilotti mit ihrem Label Logic Records und mit der Gruppe 16 BIT (Where Are You), in die auch Sven Väth involviert war. Münzing, Anzilotti und Väth leiteten zudem das Projekt OFF, das mit dem Hit Electrica Salsa seinen größten Erfolg feierte. ZYX Records bündelte 1987 einen Teil dieser Künstler auf dem Sampler „The New Sound of Frankfurt“. Eine Label-Info im Booklet erläutert:

“A new sound is created: The Sound of Frankfurt. In 1986, young DJ’s (sic) started to produce and arrange a new generation of Synthi Pop products. Names like Talla, Münzing or Staab stand for this group of enthusiastic men, mainly coming from the City of Frankfurt. In 1987, the first top hits in Europe followed by OFF and 16 Bit. But this is not the end. It’s just the beginning of a new age of music. Enjoy this album and move your feet.”

Daran anschließend entwickelte sich etwa 1988/89 der frühe Frankfurter Techno-Sound, der unter dem Etikett „Sound of Frankfurt“ vermarktet wurde. Insbesondere die 1978 eröffnete Diskothek Dorian Gray sowie das Omen haben nachhaltig diesen Stilmix aus Aggrepo, New Beat und Acid House geprägt. Namhafte Künstler dieser Ära waren Umo Detic, Pornotanz, Nostromo Dept., Konzept, Negrosex und Master Program (alle auf dem Label New Zone), Time Modem (Boy Records) und Robotiko Rejekto (Techno Drome International) sowie Pluuto und Force Legato (ZYX Music). Weitere Anerkennung erfuhren Klangwerk bzw. LDC mit ihren Hit-Maxis „Die Kybernauten“ und „Die Schwarze Zone“, beide produziert von Peter Zweier, Alexander Abraham und Torsten Fenslau.
Vor allem in den USA wurden viele dieser Künstler sehr geschätzt und teilweise von dem San Franciscoer Duo Art Maharg und Joseph Watt, welche für die Razormaid-Produktionen verantwortlich zeichnen, remixed:

„Tallas internationale Verbindungen über Techno Drome International zu amerikanischen DJs zeigen eine weltweite Resonanz. […] Talla schickt 125 Stück seiner Produkte an einen sogenannten ‚Rock Pool‘. Dieser verteilt diese an 125 verschiedene DJs in ganz USA, um für nötige Promotion und Airplay zu sorgen. […] Vor allem die Regionen Texas, Chicago, San Francisco und Florida zeigen sich sehr offen und interessiert für den neuen ‚Frankfurt-Sound‘.“

Daneben gab es in dieser Zeit mit Marc Trauner und seinem Plattenlabel Planet Core Productions (PCP) in Frankfurt einen der international bedeutendsten Akteure aus dem Bereich des Hardcore Techno. Die von PCP herausgegebenen Kompilationen mit dem Namen Frankfurt Trax beinhalteten neben von Trauner selbst produzierten Stücken auch solche von lokalen Szenegrößen wie Sven Väth, DJ Dag, Ata und Atom Heart und trugen dazu bei, dass die Vielfalt des Sound of Frankfurt einem breiteren Publikum bekannt wurde.

### 1992–1996: Die Trance-Jahre
Da die zuvor erwähnten Clubs Dorian Gray und Omen auch als Geburtsstätten des Techno in Deutschland gelten, wird nicht selten der Begriff „Sound of Frankfurt“ mit dem Aufkommen der Bewegung um elektronische, insbesondere vom Trance beeinflusste Musik der 1990er Jahre und dem damit einhergehenden Lebensgefühl gleichgesetzt. Hierbei gelten Labels wie Eye Q Records, Harthouse oder Frankfurt Beat Productions als stilprägend. Die Plattenfirma Trigger Frankfurt veröffentlichte zwischen 1993 und 1995 unter dem Titel Sound of Frankfurt eine fünfteilige Compilation-Reihe. In den Jahren 1996 und 1997 hatten die meisten dieser Labels ihre Tätigkeiten eingestellt.
1994 wurde die Bezeichnung Sound of Frankfurt auf ein gleichnamiges Musikfestival übertragen.

## Bedeutende Plattenfirmen
| Erste Phase                                                                                           | Zweite Phase                                                                        | Dritte Phase                                                                 |
| --- | ----------------------------------------------------------------------------------- | ---------------------------------------------------------------------------- |
| - Amnesia Records - Clockwork - Future Dance Association - Logic Records - Westside Music - ZYX Music | - Abfahrt Records - Boy Records - Metamatic - New Zone - Techno Drome International | - Eye Q Records - Frankfurt Beat Productions - Harthouse - Trigger Frankfurt |